# 愛上孤獨的男人
《愛上孤獨的男人》是台灣歌手李翊君發行的第19張音樂專輯，是李翊君首度親身參與製作，由台灣樂壇三大製作人：林明陽、袁惟仁和黃怡聯手邀集黃中原、游鴻明和許常德等詞曲大師合作。

## 曲目
1. 愛上孤獨的男人
2. 我的男主角
3. 上了天
4. 激情的代價
5. 愛還給他
6. 昨日愛人
7. 1對1
8. 嫁
9. 屈服
10. 鬆綁